# YBP 1194
YBP 1194 è una stella che fa parte dell'ammasso aperto M67, situato nella costellazione del Cancro, ad una distanza di 2772 anni luce dal sistema solare. Si tratta, assieme a HD 101364, della stella più simile al Sole conosciuta.
Nel gennaio 2014 è stata annunciata la scoperta di un pianeta extrasolare in orbita attorno ad essa, avente un periodo di 6,9 giorni e una massa del 34% di quella di Giove. YBP 1194 fa parte di un piccolo gruppo dell'ammasso, chiamato M67-NGC 2682, che comprende oltre 500 stelle in un raggio di 10 anni luce. In confronto, il Sole ha 17 stelle ad una distanza di 10 anni luce e 134 a una distanza di 20 a.l.

## Caratteristiche fisiche
Nonostante non sia ancora stata trovata una perfetta gemella del Sole, cioè una stella singola di classe G2V con una temperatura superficiale di 5778 K, un'età di 4,6 miliardi di anni, la stessa metallicità e una variazione della luminosità non superiore allo 0,1%, stelle come YBP 1194 hanno valori quasi identici e vengono definite anche dalla comunità scientifica gemelle del Sole. L'unica incertezza è sull'età, poiché anche se sembra solo 500 milioni di anni più giovane del Sole, il margine di errore su questo parametro è piuttosto elevato (1,6 miliardi di anni).
La temperatura è pressoché la stessa, di 5780 K, la massa è pari a 1,01 M⊙ e il raggio è del 99% di quello solare, mentre l'abbondanza di metalli è leggermente più elevata, del 5%.

## Sistema planetario
Il pianeta, YBP 1194 b, è stato scoperto nel gennaio 2014 da ricercatori dell'Osservatorio europeo australe (ESO), assieme ad altri due pianeti sempre dell'ammasso M67, dimostrando che negli ammassi aperti le probabilità di trovare nuovi esopianeti è maggiore di ciò che si pensava in precedenza. L'esopianeta è circa 100 volte più massiccio della Terra e ruota in circa 7 giorni attorno alla stella su un'orbita piuttosto eccentrica (e=0,24). Data la breve distanza dalla stella (circa 10 milioni di km) il pianeta può essere classificabile come gioviano caldo.

### Prospetto del sistema
| Pianeta | Massa   | Raggio | Periodo orb. | Sem. maggiore | Eccentricità | Scoperta |
| ------- | ------- | ------ | ------------ | ------------- | ------------ | -------- |
| b       | 0,34 MJ | -      | 6,9 giorni   | 0,0716 UA     | 0,24         | 2014     |